# Jaquimeyes
Jaquimeyes és un poble de la República Dominicana, situat a la part oriental del país, a la província de Barahona, al peu de la carretera que uneix la capital del país, Santo Domingo i la capital de la província, Santa Cruz de Barahona, de la qual dista 13,2 quilòmetres.
Té una població de 3.038 habitants. Va ser fundat l'any 1877 i deu el seu nom a una planta anomenada jaquimey, abundant en aquell temps.
Jaquimeyes està banyat pel riu Yaque del Sur, que desemboca en les aigües clares del Mar Carib.